# Zöld Baloldal Párt
A Zöld Baloldal (ZB) posztmodern, baloldali szervezeteket tömörítő, a neoliberális ideológiával és a tőkés társadalmi berendezkedéssel szemben kritikus párt volt.

## Története

### Megalakulása
A párt 2009. február 28-án jött létre azzal, hogy a Droppa György vezette Zöld Demokraták kongresszusán nevet változtattak Zöld Baloldalra. Az új szerveződés mögé állt az Alföldi Andrea feminista történész vezette Európai Feminista Kezdeményezés Egy Másmilyen Európáért, a Magyarországi Munkáspárt 2006 és ifjúsági szervezete, a Fiatal Baloldali Unió – Magyarországi Ifjú Kommunisták is.

### Tisztújítás 2010
2010. május 30-án Budapesten a Bányász Szakszervezet székházában tisztújító kongresszust tartott a Zöld Baloldal Párt. A kongresszus a párt elnökének megválasztotta Tamás Gáspár Miklóst, ügyvezető elnöknek Kalmár Szilárdot, alelnököknek Galba-Deák Ádámot, Kalocsai Kingát, Trasciatti Attilát és Vajnai Attilát. Az országos választmány elnöke dr. Doktorits Béla, tiszteletbeli elnök az eddigi elnök, Droppa György lett.
A választmány tagjai: Bakó András, Balog Károly, Batisz Ildikó, Horváth Mihály, Hrabák András, Morva Judit, Morva Tamás, dr. Nagy Antal, Noé Krisztina, Pataki Mihály.
A kongresszuson részt vett Oliver Schröder, a német Baloldali Párt (Die Linke) külügyi vezetője is, aki felszólalásában szorgalmazta, hogy a magyarországi zöldek és baloldaliak erősítsék összefogásukat, legyenek aktív szereplői a közéletnek, hazai és európai szinteken egyaránt.
Az önkormányzati választást követően a szervezetet képviselve Kalocsai Kinga aktívan részt vett az ajkai vörösiszap-katasztrófa utáni érdekvédelmi munkában. A Zöld Baloldal az ügyben több közleményt is kiadott, helyi fórumot is szervezett.
2011. február 24-én lemondott az ügyvezető elnöki posztjáról Kalmár Szilárd és ki is lépett a szervezetből. Őt Kalocsai Kinga és Galba-Deák Ádám alelnökök is követték.
2011 nyarán Rácz Károly (Terry Black) közreműködésével megalakult a Zöld Baloldal Etnikai és Vallási Kisebbségek Tagozata ( Roma ) és Rási Zoltán (Amanda Elstak) az LMBT tagozatot irányítja majd. Ezen kívül 
Munkás Tagozat,
Ifjúsági Tagozat,
Környezet- és Állatvédelmi Tagozat,
Nemzetközi Kapcsolatok Tagozata,
Nyugdíjas Tagozat,
Hátrányos helyzetűek és Szociálisan Rászorulók Tagozata,
Egészség- és Családügyi Tagozat,
Pártkapcsolatok Tagozata
és Központi koordinációs Tagozat alakult

## Választásokon
A párt listavezetője a 2009-es európai parlamenti választásokon Tamás Gáspár Miklós lett volna, de végül nem regisztrálták magukat az Országos Választási Bizottságnál. A párt szerint egy önhibájukon kívüli adminisztratív hiba miatt nem indulhattak, és azt is lehetségesnek tartották, hogy szándékosan akadályozták meg választási részvételüket. Ezután érvénytelen szavazásra buzdítottak.
A 2010-es országgyűlési választásokon 2 egyéni jelöltet állítottak.
A 2010-es önkormányzati választásokon 3 polgármester-jelöltet indít. Budapesten Galba-Deák Ádámot, mint főpolgármester-jelöltet, Noé Krisztinát, a VII. kerületben és Szegeden dr. Balogh Tibort. Havránek Ferencet Hódmezővásárhely polgármesterének jelölték. Végül Havránek Ferenc és dr. Balogh Tibor gyűjtötte össze a kellő mennyiségű ajánlószelvényeket.
2014-es országgyűlési képviselői választásokon a párt tagjai a Negyedik Köztársaság Párt jelöltjeiként indultak el. Ezt később egy Zöld Baloldal választmány által jegyzett közlemény cáfolta, amely szerint Trasciatti Attila egyedül nem jogosult dönteni a választási együttműködésről.
Ebben az évben Havránek Ferenc már nem a Zöld Baloldal jelöltjeként indult az országgyűlési képviselők választásán, hanem az Európai Baloldal - Munkáspárt 2006 színeiben.

## Szervezet
A párt ügyvezető elnöke Kalmár Szilárd volt (lemondott és kilépett 2011. február 24.), alelnökök Galba-Deák Ádám (lemondott és kilépett 2011. február 27.), Kalocsai Kinga (lemondott és kilépett 2011. február 25.), Trasciatti Attila, Vajnai Attila. Az országos választmány elnöke dr. Doktorits Béla volt. Tiszteletbeli elnök: Droppa György.
A Választmány tagjai voltak: Bakó András, Balog Károly, Batisz Ildikó, Horváth Mihály, Hrabák András, Morva Judit, Morva Tamás, dr. Nagy Antal, Noé Krisztina, Pataki Mihály.
A Civil Szervezetek névjegyzéke szerint a párt 2011-ben tisztújítást tartott, ott képviseletre jogosult vezetővé választották Trasciatti Attilát.
A párt működése esetleges, honlapja már nincs.

### Elnökök
- 2009–2010: Droppa György
- 2010–2011: Tamás Gáspár Miklós
- 2011–2018: Trasciatti Attila

## Programja
Meghirdetett programjuk szerint céljuk, hogy minden magyar állampolgár számára adjon az állam garantált alapjövedelmet, Magyarország lépjen ki a NATO-ból, amit oszlassanak fel, és Európát tegyék atomfegyvermentes övezetté. Ezeken túl fellépnének a genetikailag módosított (GMO) állatokból, növényekből készült termékek terjesztése ellen, illetve szorgalmaznák az európai összefogást a baloldali pártok között. Ideológiájában közel áll a német Baloldali Párthoz.

## Választások

### Országgyűlési választások
| Választások | Szavazatok száma (I. forduló) | Szavazatok aránya (I. forduló) | Szavazatok száma (II. forduló) | Szavazatok aránya (II. forduló) | Mandátumok száma | Mandátumok aránya |
| ----------- | ----------------------------- | ------------------------------ | ------------------------------ | ------------------------------- | ---------------- | ----------------- |
| 2010-es1    | 1 425                         | 0,03%                          | —                              | —                               | —                | nem jutott be     |

1: a Magyarországi Munkáspárt 2006-tal közösen Zöld Baloldal néven